# Окуловское (озеро, Кирилловский район)
Окуловское — озеро в России, располагается на территории Кирилловского района Вологодской области.
Площадь водной поверхности озера равняется 0,32 км². Уровень уреза воды находится на высоте 156 м над уровнем моря. С северной стороны из озера вытекает безымянный ручей, соединяющий его с озером Бородаевским.
Код объекта в государственном водном реестре — 08010200311110000003960.